# Мендалиев, Кенжебек
Кенжебек Мендалиев (30 сентября 1914 год — 1985 год) — казахский коммунистический деятель, организатор сельскохозяйственного производства, первый секретарь Фурмановского райкома Компартии Казахстана, Уральская область, Казахская ССР. Герой Социалистического Труда (1971). Депутат Верховного Совета Казахской ССР 5-го и 8-го созывов.

## Биография
Родился 30 сентября 1914 года в бедной казахской семье. В раннем возрасте стал сиротой. В 1932 году окончил семилетнюю школу, после которой до 1934 года обучался в школе механизации Тепловского района Оренбургской области. С 1934 года трудился разнорабочим, счетоводом и трактористом в колхозе «Смычка». Служил в Красной Армии инструктором в облисполкоме (1936—1938). В мае 1939 года вступил в ВКП(б).
В последующие годы находился на различных партийных, государственных и производственных должностях. Был инструктором Облисполкома (1938—1939), инструктором (1939—1941) и заведующим отдела кадров Компартии Казахстана (1941—1947), 1-м секретарём Урдинского райкома партии (1947—1952), 1-м секретарём Чапаевского райкома (1952—1963), секретарём партийного комитета Фурмановского сельского производственного управления (1963—1965) и 1-м секретарём Фурмановского райкома партии (1965—1981).
Руководил организацией сельскохозяйственного строительства на целинных землях. Во время его руководства Урдинским районом сельскохозяйственные производства этого района выполнили план в 1948 году по крупному рогатому скоту на 109,9 %, по овцам и козам — на 109,9 %, по лошадям — на 106,8 %. Прирост молодняка составил: по телятам на 124 %, по ягнят и козлят — на 132,7 % и по жеребятам — на 124,7 %. Шестнадцати животноводам Урдинского района в 1947 году было присвоено звание Героя Социалистического Труда.
В 1956 году Чапаевский район, которым руководил Кенжебек Мендалиев, сдал государству более 4,5 миллионов пудов зерновых. Району в этом году было передано переходящее Красное Знамя обкома Компартии Казахстана. За успешное освоение целины и выполнение плана хлебозаготовок был награждён Орденом Ленина.
В 1965 году был назначен 1-м секретарём Фурмановского района. В 1966 году район перевыполнил план по сдаче государству сельскохозяйственной продукции. План по крупному рогатому скоту был выполнен на 108,1 %, по овцам — на 137,7 %, по мясу — на 107 %, по молоку — на 106,3 % и по шерсти — на 136,8 %. Руководил Фурмановским районом в течение 16 лет. За это время в посёлке Фурманово были построены многочисленные социальные объекты: средняя школа, больница с поликлиникой, телецентр и водопровод. В районе было проведено лиманное орошение.
В 1971 году был удостоен звания Героя Социалистического Труда «за выдающиеся успехи, достигнутые в развитии сельскохозяйственного производства и выполнении пятилетнего плана продажи государству продуктов земледелия и животноводства».
Без отрыва от производства окончил в 1956 году зоотехнический факультет Уральского сельскохозяйственного техникума.
В 1959 году избирался депутатом Верховного Совета Казахской ССР 5-го созыва от Чапаевского избирательного округа и в 1971 году — депутатом Верховного Совета СС+Р 8-го созыва от Фуомановского избирательного округа.
В 1966 году награждён Орденом Трудового Красного Знамени за выполнении и перевыполнение сдачи животноводческой продукции и выходного поголовья скота.
Скончался в 1985 году.
Память
Его именем названа одна из улиц Уральска.

## Награды
- Герой Социалистического Труда — Указом Президиума Верховного Совета СССР «О присвоении звания Героя социалистического Труда передовикам сельского хозяйства Казахской ССР» от 8 апреля 1971 года за выдающиеся успехи, достигнутые в развитии сельскохозяйственного производства и выполнении пятилетнего плана продажи государству продуктов земледелия и животноводства удостоен звания Героя Социалистического Труда с вручением ордена Ленина и золотой медали «Серп и Молот»[3].
- Орден Ленина — дважды (1956, 1971)
- Орден Трудового Красного Знамени (1966)
- Медаль «За трудовую доблесть»
- Медаль «За освоение целинных земель»
- Медаль «За доблестный труд в Великой Отечественной войне 1941—1945 гг.»